# Vicente Dimitri
Vicente Dimitri (ur. 1885, zm. 1955) – argentyński lekarz pochodzenia włoskiego, neurolog i patolog. Od 1941 profesor neurologii na Uniwersytecie Buenos Aires.

## Wybrane prace
- Patologia del cerebelo: sindromes clinicos. López, 1939.
- Afasias, estudio anátomoclínico. Buenos Aires: El Ateneo Libreria Científica y Literaria, 1933.
- Paralisis ascendente aguda: estudio anatomo-clinico de tres casos. Frascoli y Bindi, 1930.